# Мадемуазель де Мопен
Мадемуазель де Мопен (фр. Mademoiselle de Maupin) — роман Теофиля Готье, опубликованный в Париже издателем Эженом Рандюэлем в 1835 году. Вместе с романом «Капитан Фракасс» является одним из самых популярных у широкой публики произведений писателя.

## Сюжет
В основу сюжета произведения, частично имитирующего жанр эпистолярного романа, положена полулегендарная история оперной актрисы Жюли д’Обиньи (де Мопен, 1670—1707), бисексуалки и травести, якобы неоднократно дравшейся на дуэлях с мужчинами в Париже в 1690-е годы.
Действие происходит в условной современности. Романтически настроенный 22-летний шевалье д’Альбер страдает от невозможности найти идеал женской красоты и идеальную всепоглощающую чувственную любовь. Связь с молодой красивой вдовушкой Розеттой частично позволяет ему заполнить душевную пустоту и удовлетворить плотское желание, но лишь на несколько месяцев, после чего постепенно наступает пресыщение. Благородный юноша не может расстаться с возлюбленной, опасаясь разбить ей сердце, хотя и понимает, что та, в сущности, представляет собой светскую куртизанку.
Положение меняется после его знакомства с Теодором де Серанном, молодым человеком очень красивой наружности, предметом неразделённой любви Розетты, которая, будучи отвергнутой, от отчаяния пустилась некогда во все тяжкие. Чуткий к любым проявлениям материальной красоты д’Альбер влюбляется в Теодора, подозревая в нём переодетую женщину, мучаясь от невозможности выяснить истину и опасаясь, что его чувство может оказаться "постыдным противоестественным" влечением.

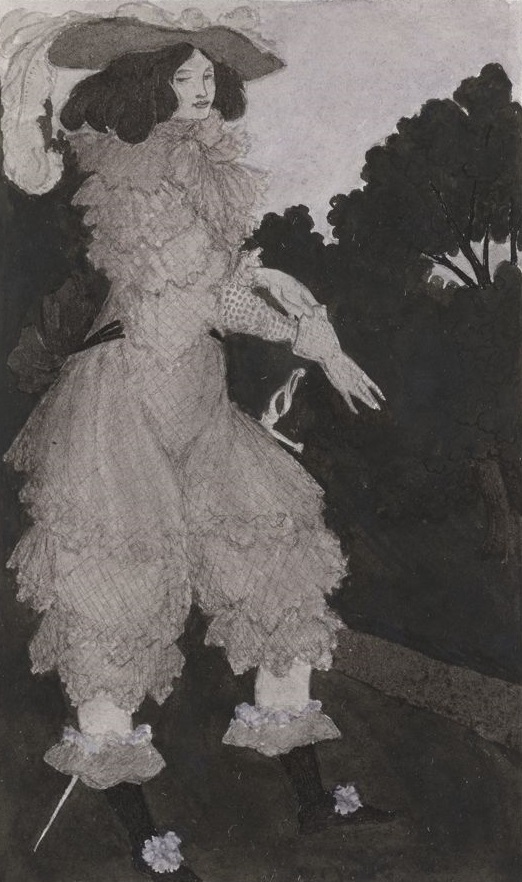
Мадемуазель де Мопен. Иллюстрация Обри Бердсли к роману Готье. 1897

Теодор в действительности оказывается девушкой, мадемуазель Мадлен де Мопен, после выхода из пансиона решившей повременить с замужеством, дабы получше узнать мужчин, притворившись одним из них. В совершенстве овладев навыками верховой езды, научившись употреблять спиртное в больших количествах и обучившись фехтованию, она сумела стать своим среди самых отъявленных гуляк и забияк, прославившись как весьма опасный дуэлист.
При этом, подобно д’Альберу, с его безуспешными поисками женского идеала, её также постигает жестокое разочарование, поскольку идеального кавалера найти не удаётся, и в реальности почти все мужчины, при том, что среди них имеется немало хороших товарищей, оказываются изрядными скотами в физическом или моральном плане. Реализации же скрытых гомосексуальных наклонностей героини препятствуют усвоенные моральные правила и недостаточная распространённость соответствующего порока в привычной Мадлен общественной среде.
Единственной загадкой для неё остается сексуальная близость, и для восполнения этого пробела она открывается д’Альберу, решив воспользоваться для приобретения чувственного опыта услугами более-менее приличного человека. Шевалье находит в её облике искомый идеал красоты, но наутро мадемуазель исчезает, перед отъездом проведя (по недвусмысленному намёку автора) несколько приятных часов также и с Розеттой. Раздосадованному любовнику она отправляет письмо, в котором чётко и ясно указывает причины, по которым не может с ним остаться, сообщает, что и в дальнейшем намерена пребывать в облике Теодора, и не советует её искать.
Сюжетная линия с юной красоткой Нинон, которую мадемуазель возит с собой под видом мальчика-пажа, также позаимствована автором из легенды о Жюли де Мопен, но лесбийские мотивы в ней едва намечены.

## Предисловие
Значительное по объёму предисловие к роману, датированное маем 1834, в литературоведении изучается отдельно, обычно в рамках исследования истоков идеологии парнасцев и концепции Искусства для искусства.
Наиболее язвительные упреки достаются художественным критикам, причем автор приводит своего рода антропологическую классификацию людей этого рода занятий.

Естественная неприязнь критика к поэту есть непреложный факт, который легко доказать сомневающимся; это неприязнь бездельника к тому, кто делает дело, трутня — к пчеле, мерина — к жеребцу. (…) Критик, который сам ничего не создал, — низкий трус; он все равно что аббат, который строит куры жене мирянина: тот не может ни ответить ему тем же, ни вызвать его на дуэль.
Готье высмеивает примитивное, но весьма распространённое не только среди простодушных обывателей, но и среди искушённых господ критиков обыкновение отождествлять автора с его произведениями:

Называть человека пьяницей за то, что он описывает оргию, и развратником за то, что он живописует распутство, столь же бессмысленно, сколь объявлять кого-либо добродетельным на том основании, что он написал трактат о нравственности; мы что ни день видим примеры обратного. (…) Что ни говори, а эпоха наша безнравственна (если это слово имеет какой-то смысл, в чём мы сильно сомневаемся), и нам не надо иных доказательств тому, достаточно поглядеть, сколько безнравственных книг она производит на свет и каким успехом они пользуются. Не нравы следуют книгам, а книги следуют нравам. Не Кребийон породил Регентство, а Регентство породило Кребийона.
Строки, которые, по мнению современных литературоведов, не вполне оправданно считаются своего рода манифестом «искусства для искусства» (Готье не употребляет там этого термина), были написаны в качестве полемического ответа на нападки со стороны критиков-утилитаристов, требующих, чтобы искусство приносило общественную пользу — поучало, разоблачало и звало к социальному прогрессу.

— Чему служит эта книга? Чем она может способствовать нравственному просвещению и благоденствию самого многочисленного и самого обездоленного класса? Как! Ни слова о нуждах общества, ничего на потребу цивилизации и прогрессу! (…)
Нет, глупцы, нет, зобатые недоумки, книга — это не то же самое, что желатиновый суп, роман — это вам не пара сапог без швов; сонет — не клистирная трубка; драма — не железная дорога, и не имеет никакого отношения к достижениям цивилизации, ведущим человечество по стезе прогресса. Нет, клянусь кишками всех прежних, нынешних и грядущих пап, две тысячи раз нет! (…)
Знаю, что иные предпочитают церквам мельницы, а духовному хлебу — хлеб как таковой. Мне нечего сказать этим людям. Они достойны быть экономистами в этом мире да и в том тоже. (…)
На что годится женская красота? Коль скоро женщина крепко сложена с медицинской точки зрения и в состоянии рожать детей, любой экономист признает её прекрасной. Зачем нужна музыка? Зачем нужна живопись? Какой безумец предпочтет Моцарта г-ну Каррелю и Микеланджело изобретателю белой горчицы? Воистину прекрасно только то, что абсолютно ни на что не годится; все полезное уродливо, ибо служит удовлетворению какой-нибудь потребности, а все потребности человека отвратительны и гнусны, равно как его немощное, убогое естество. Самое полезное место в доме — нужник.

## О книге
Контракт с издателем был заключен в сентябре 1833, и автор должен был представить рукопись в феврале 1834, но роман вышел только в конце 1835 года двумя томами (второй датирован 1836-м) с подзаголовком «Двойственная любовь» (double amour). Первое издание 28 ноября 1835 было внесено в Библиографию Франции под номером 6182. Первый том был написан в 1834 году, когда автор жил на Королевской площади у родственников, а второй за шесть недель в следующем году, в комнате на улице Ледуайен, о которой Жерар де Нерваль рассказывает во «Влюблённой богеме».
Авторские права Готье на первое издание составляли 1500 франков. В 1876 году один экземпляр этого издания в отличной сохранности был продан за такую же сумму. Книга не имела успеха у публики, остатки тиража были выпущены в продажу в 1837 году под видом второго издания, которое на самом деле вышло только в 1845-м одним томом in-12. Издатель рассчитывал, что после успеха «Фортунио» ему удастся распродать и «Мадемуазель де Мопен», но надежды не оправдались. Книга расходилась примерно по три тысячи экземпляров в год.
Роман принес автору известность в литературной среде, и на него обратили внимание Бальзак и Гюго, но буржуазная публика негодовала, лавочники на улице грозили обладателю ярко-красного жилета кулаком и намеревались подать в суд. Даже периодические издания, дружественные Готье, приняли роман прохладно. Гюго опубликовал в газете Vert-Vert от 15.12.1835 хвалебную статью, но без подписи. Друг и единомышленник Готье Шарль Бодлер в статье о писателе в 1859 году также дал высокую оценку роману.
Успех к книге пришел лишь в 1851 году, после выпуска нового издания Шарпантье, и с 1851 по 1883 роман выдержал 23 издания. К тому времени подзаголовок исчез, а предисловие было автором ещё увеличено.
В США роман из-за наличия гомосексуальных намеков и эротических сцен был фактически запрещён до 1922 года, когда издатель Реймонд Хэлси выиграл процесс против Нью-Йоркского Общества по борьбе с безнравственностью; в России полный перевод Е. Баевской вышел в 1997 году.

## Экранизация
В 1966 году режиссёром Мауро Болоньини по мотивам книги был поставлен одноимённый фильм в жанре итальянской буффонады.
Авантюрный телефильм Шарлотты Брандстрём «Жюли, шевалье де Мопен» (2004) не имеет отношения к роману, представляя собой вольную фантазию на тему легенды о Жюли д’Обиньи.

## Комментарии
1. ↑  На самом деле Готье не придерживался столь однобоких взглядов, и уже 27 декабря 1836 в статье в La Presse вслед за тезисом высказывал антитезис: Лучше иметь красивые ходики, которые чему-то служат, чем плохую статую, которая не служит ничему. Боясь прослыть ремесленниками, художники ничем не занимаются; и я спрашиваю, для чего нужны скульпторы и художники, если не для того, чтобы обустраивать наши жилища, делать нам столовое серебро, мебель, писать наши портреты и расписывать наши дома. Конечно, я бы предпочел свободное и одинокое искусство, искусство, подобно Нарциссу, влюбленное в себя самого. Но как бы ни был очарователен Нарцисс, он умер, склонившись в печали над своим отражением в источнике, изойдя слезами, напрасно простирая к нему свои исхудавшие беломраморные руки. И если искусство будет продолжать изолировать себя от всего, подобно печальному подростку, боюсь, его постигнет та же участь (Цит. по: Пасхарьян Н. Т. Романическая проза Теофиля Готье: Между реальностью и воображением, с. 532).